# Cephalophus dorsalis
O bâmbi-castanho ou cabrito-castanho (Cephalophus dorsalis) é um pequeno antílope encontrado da Serra Leoa ao Togo; e do sudoeste da Nigéria à República Centro Africana e República Democrática do Congo ao norte de Angola.
Duas subespécies são descritas:
- Cephalophus dorsalis dorsalis Gray, 1846
- Cephalophus dorsalis castaneus Thomas, 1892